# Grossdietwil
Grossdietwil é uma comuna da Suíça, no Cantão Lucerna, com cerca de 822 habitantes. Estende-se por uma área de 10,20 km², de densidade populacional de 81 hab/km². Confina com as seguintes comunas: Altbüron, Ebersecken, Fischbach, Gondiswil (BE), Melchnau (BE), Ohmstal, Pfaffnau, Richenthal, Roggliswil.
A língua oficial nesta comuna é o Alemão.

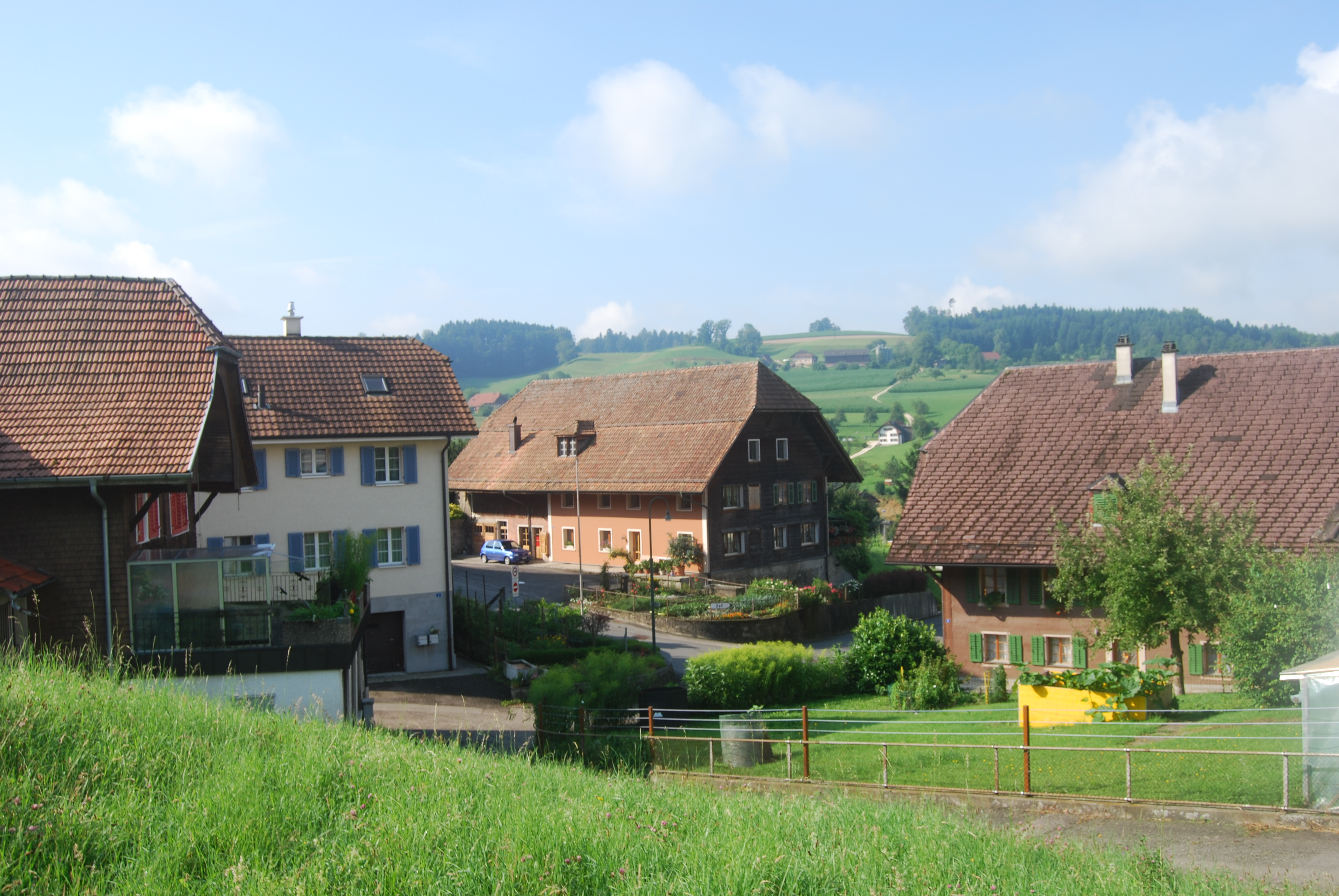
Grossdietwil